# Großer Jasmunder Bodden

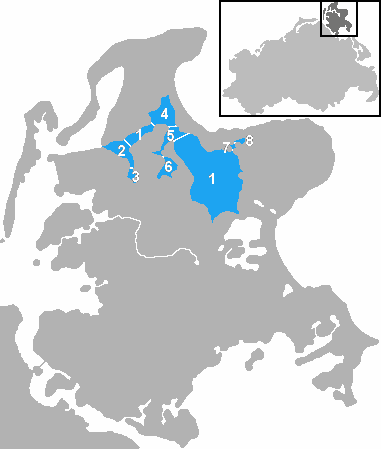
Lage und Gliederung des Großen Jasmunder Boddens

Der Große Jasmunder Bodden ist eine Lagune und ein Randgewässer der südlichen Ostsee in Vorpommern innerhalb der Insel Rügen. Er gehört zu den Nordrügener Bodden.
Die Lagune ist rund 14 Kilometer lang, durchschnittlich sechs Kilometer breit und bis zu sieben Meter tief. Der Große Jasmunder Bodden hat eine Fläche von 58,4 Quadratkilometern, mit Breetzer Bodden, Breeger Bodden, Lebbiner Bodden, Neuendorfer Wiek und Tetzitzer See erhöht sich die Gesamtwasserfläche auf über 94 Quadratkilometer.
Die Wasserfläche ist im Norden von den Halbinseln Wittow und Jasmund umgeben, die durch die schmale Nehrung Schaabe verbunden sind. Im Süden begrenzt der Hauptteil der Insel Rügen, das Muttland, den Bodden. Im Osten existiert bei Lietzow eine Verbindung zum Kleinen Jasmunder Bodden. Die Trennung der beiden Bodden erfolgte erst 1869 durch Aufschüttung eines Dammes (Bundesstraße 96 und Bahnstrecke Stralsund–Sassnitz). In Richtung Westen hat der Bodden an der Wittower Fähre eine schmale Verbindung zum Rassower Strom und damit zur Ostsee. Der Westteil des Boddens umfasst den Breetzer Bodden, den Breeger Bodden und den Lebbiner Bodden, die streng genommen nicht mehr zum Großen Jasmunder Bodden gehören. Der Norden des Boddens ist relativ wenig gegliedert. Nur der Spykersche See nahe Spyker ragt in das Landesinnere. Der Südwesten ist hingegen zerklüftet, so ragen der Tetzitzer See und die Neuendorfer Wiek weit in das Landesinnere hinein. Am äußersten Südostufer des Boddens finden bei Ralswiek jährlich im Sommer die Störtebeker-Festspiele statt.
Das Wasser des Großen Jasmunder Boddens setzt sich aus Süßwasser der mündenden Bäche und dem salzhaltigen Wasser der Ostsee zusammen, und es gilt mit einem Salzgehalt von 0,7 bis 0,8 Prozent als Brackwasser. Fast das gesamte Ufer ist von Schilf umgeben. Teilweise ist die Uferlinie auch als Steilküste ausgeprägt, die vor Jahrtausenden durch die Brandung des damaligen Litorinameeres entstand, als die Inselkerne Wittow und Jasmund noch nicht durch die Schaabe verbunden waren. 
Der Bodden gilt als fischreich und wird auch zum Baden, Segeln, Windsurfen und Kitesurfen genutzt. Wichtige Häfen gibt es in Ralswiek, Polchow, Breege und der Martinshafen in Sagard.

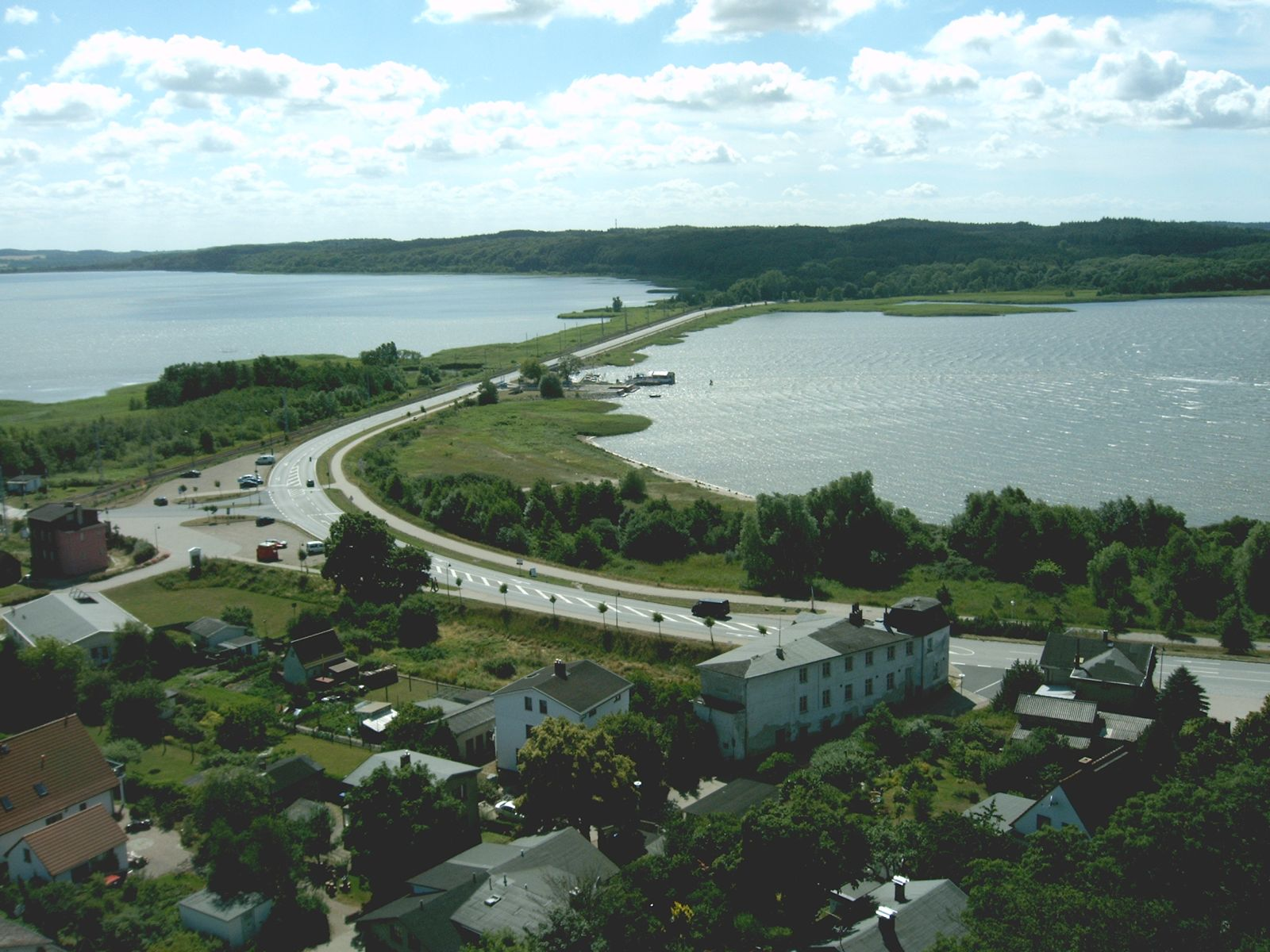
Blick auf die Landbrücke zwischen dem Kleinen (links) und Großen Jasmunder Bodden südlich von Lietzow
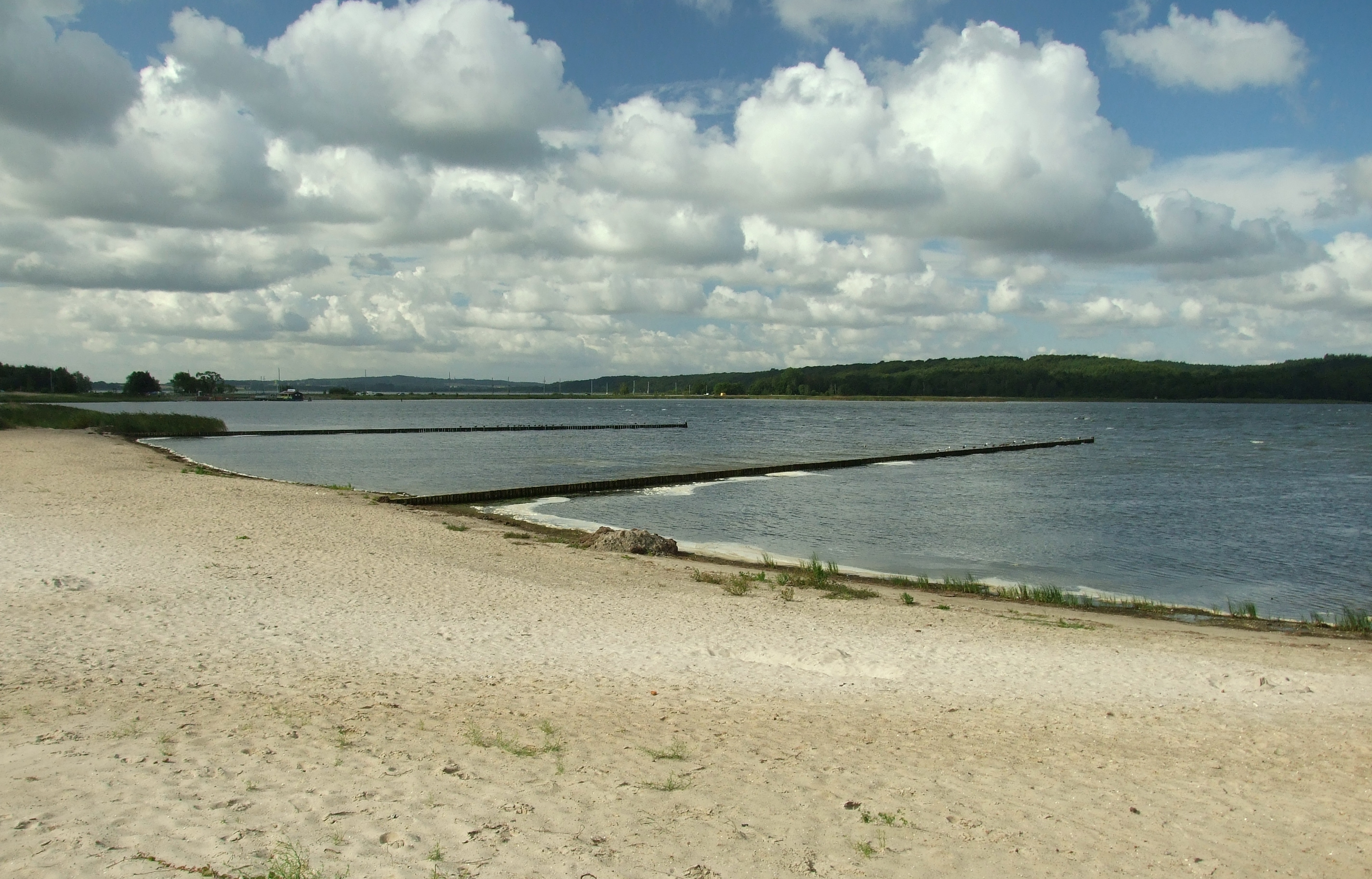
Sandstrand am Jasmunder Bodden bei Lietzow
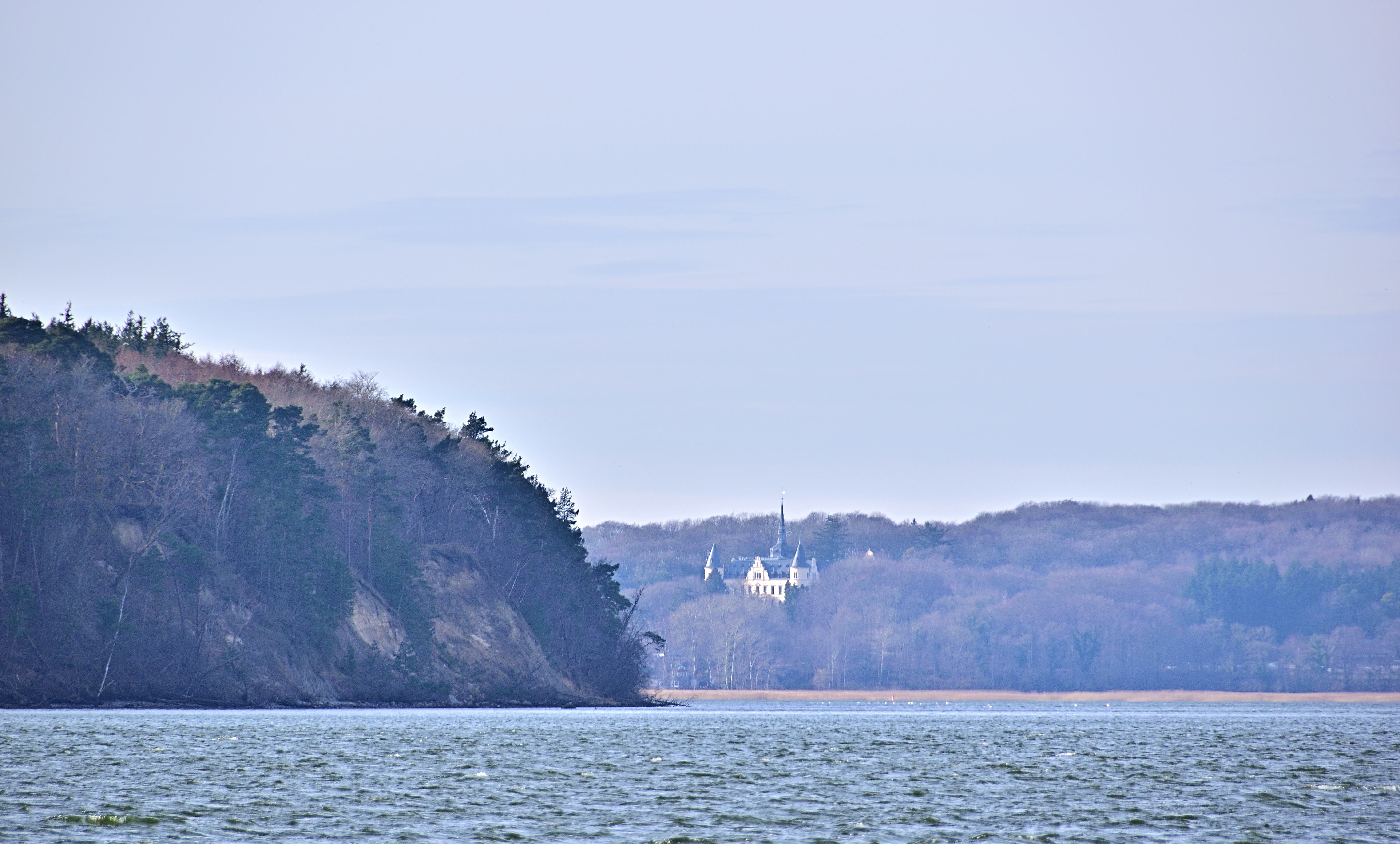
Großer Jasmunder Bodden mit Blick auf Schloss Ralswiek

## Gliederung
1. Großer Jasmunder Bodden
2. Breetzer Bodden
3. Neuendorfer Wiek
4. Breeger Bodden
5. Lebbiner Bodden
6. Tetzitzer See
7. Mittelsee
8. Spykerscher See